# Laudo Ferreira Jr.
Laudo Ferreira Jr. (...) è un fumettista brasiliano.

## Biografia
Ha iniziato la sua carriera nel 1983, illustrando per diversi editori, oltre a lavorare con la pubblicità e lo sviluppo di scenari e costumi per il teatro. Ha vinto il Troféu HQ Mix (il più importante premio legato al fumetto brasiliano) nel 1995, 2008, 2014, 2015 e 2016. Ha creato gli adattamenti comici dei film di José Mojica Marins (A mezzanotte possiederò la tua anima e Esta Noite Encarnarei no Teu Cadáver) e molti altri graphic novel, come Olimpo Tropical (con André Diniz, pubblicato in Brasile e Portogallo) e Yeshuah (una premiata serie de fumetti che ripercorre la vita di Gesù sulla base di testi biblici, apocrifi e informazioni storiche).